# Koźmin Wielkopolski
Koźmin Wielkopolski (deutsch Koschmin, polnisch bis 1996 Koźmin) ist eine Stadt in Polen in der Woiwodschaft Großpolen. Sie ist Sitz einer Stadt- und Landgemeinde im Powiat Krotoszyński.

## Geographische Lage
Die Ortschaft liegt am Fluss Orla, etwa 70 Kilometer südöstlich der Stadt Posen und 15 Kilometer nördlich der Stadt Krotoschin.

## Geschichte

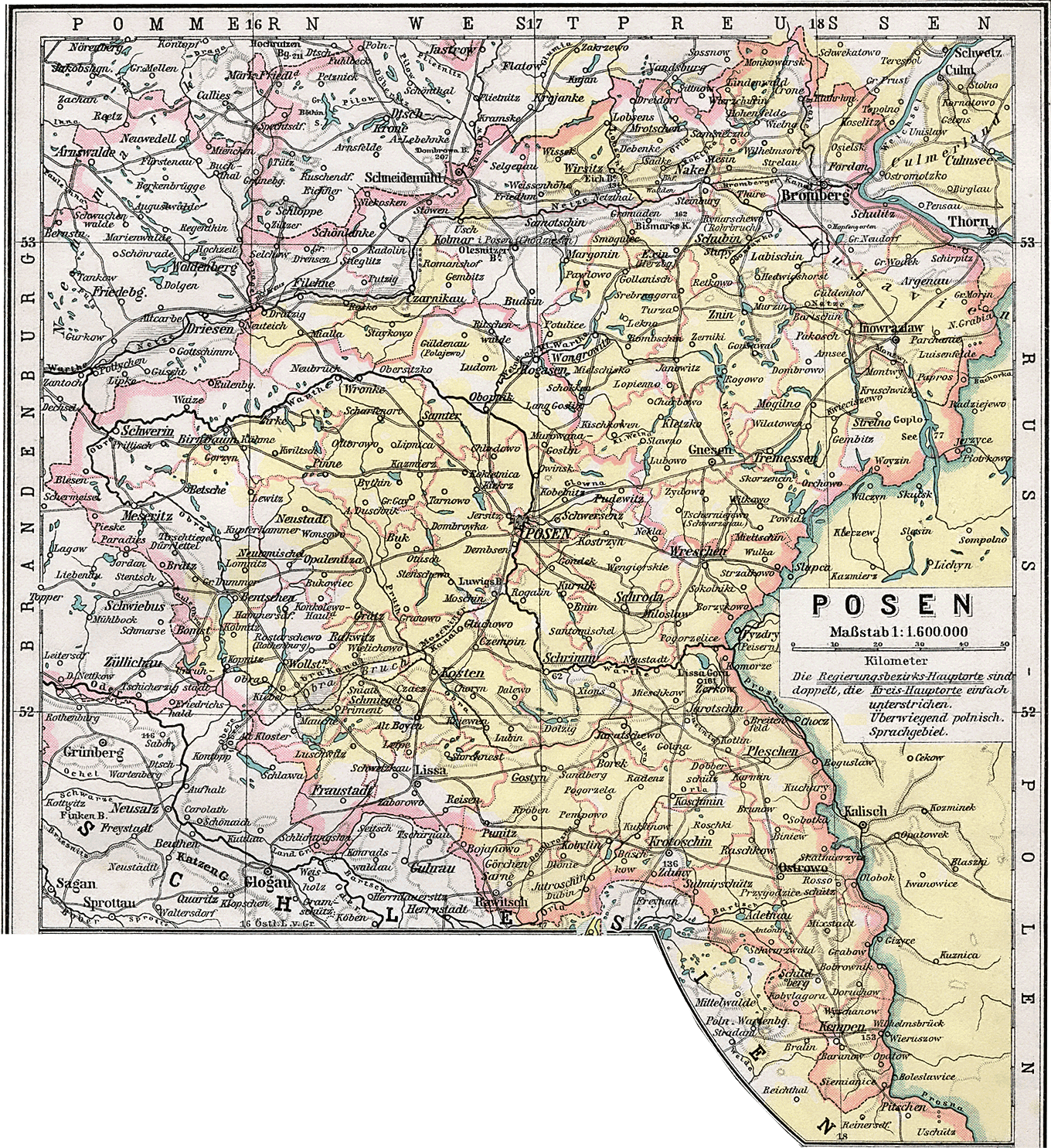
Koschmin am Fluss Orla südöstlich der Stadt Posen und nördlich der Stadt Krotoschin auf einer Landkarte der Provinz Posen von 1905 (gelb markierte Flächen kennzeichnen Gebiete mit seinerzeit mehrheitlich polnischsprachiger Bevölkerung).

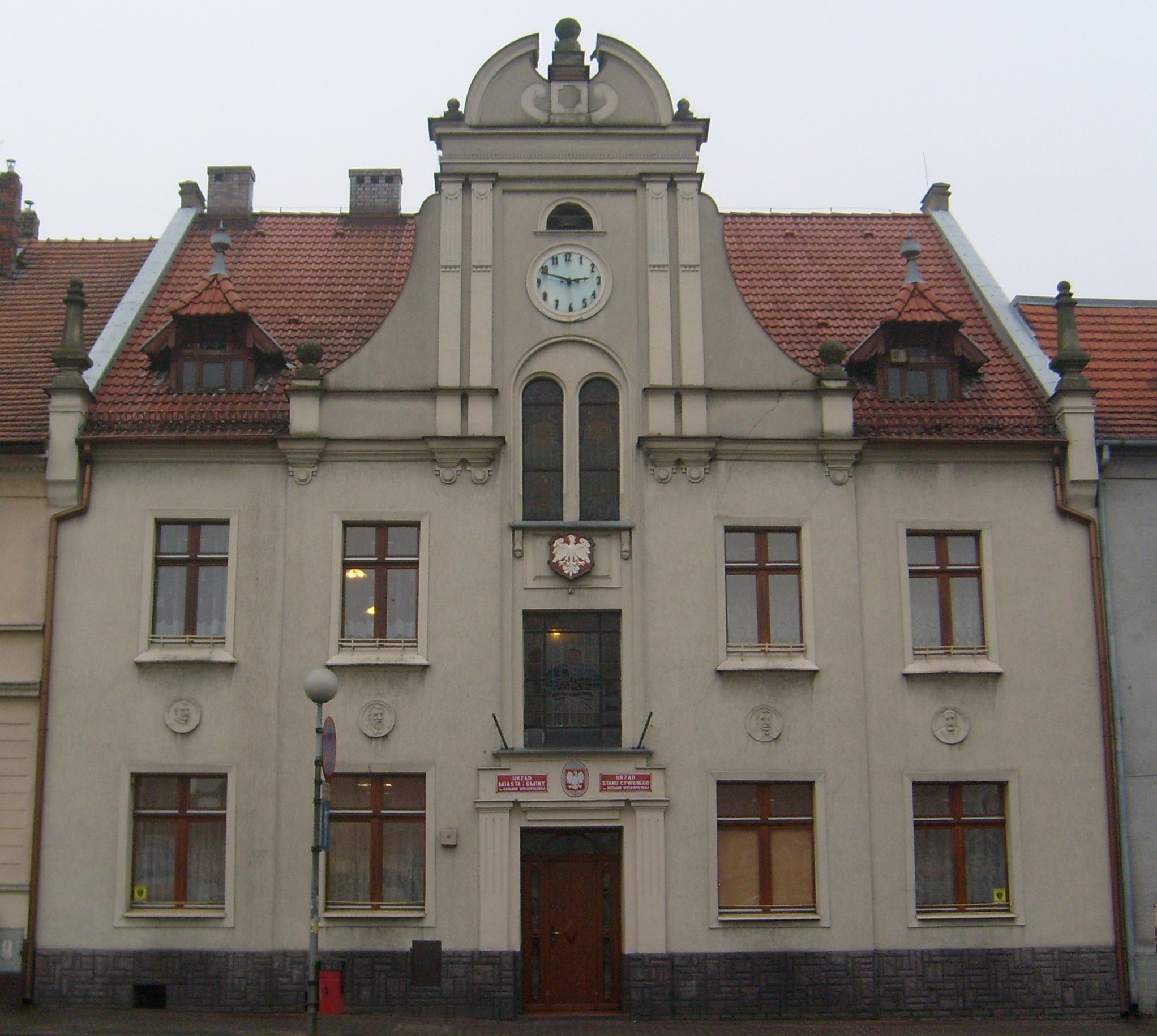
Rathaus der Stadt

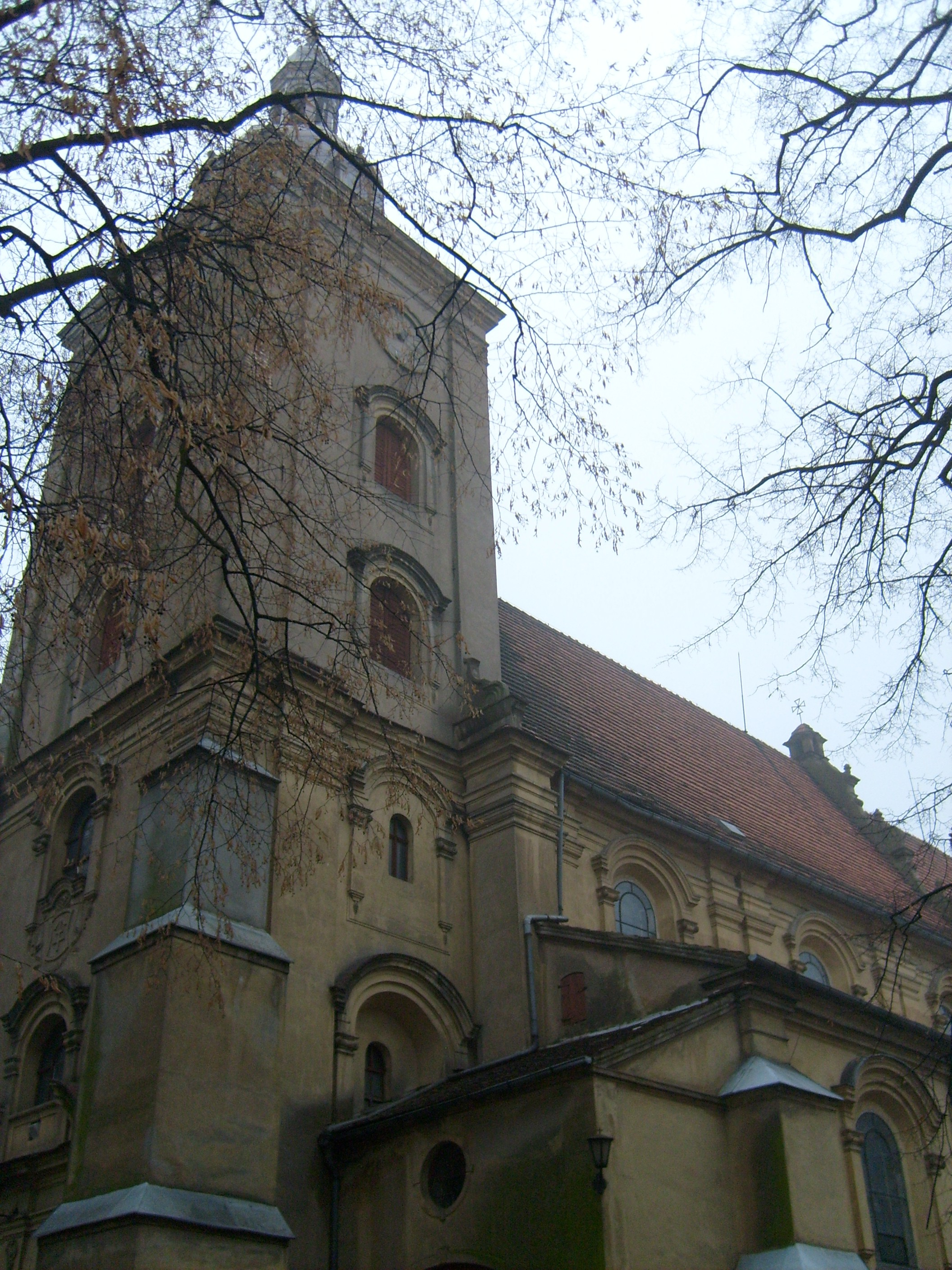
Stadtkirche

Bereits im 12. Jahrhundert soll es an der Stelle des heutigen Koźmin Wielkopolski eine Handelssiedlung gegeben haben. Die erste urkundliche Erwähnung einer Ortschaft stammt aus dem Jahr 1232, als der Ort nach Magdeburger Recht angelegt wurde. Zwischen 1251 und 1283 erhielt der Ort Stadtrecht. Neben dem polnischen Ortsnamen Koźmin wurde 1350 der deutsche Name Horle urkundlich erwähnt. In den Jahren 1312 bis 1338 war der Ort eine königliche Stadt. 1409 entstand mit der Tuchmacherzunft die erste Zunft des Ortes. Durch den Zustrom weiterer Tuchmacher wuchs die Stadt ab dem 15. Jahrhundert auch außerhalb der Stadtmauern – es entstand die eigenständige Stadt Nowy Koźmin (zu deutsch Neu Koźmin). 1775 wurde aus der südlichen Vorstadt mit Koźmin Niemiecki (Deutsch Koźmin) eine weitere Stadt gegründet. Bei der Zweiten Teilung Polens wurde die Stadt 1793 Teil Preußens. Ab 1807 war Koźmin dann Teil des Herzogtums Warschau, bis es 1815 wieder an Preußen fiel und dort Kreisstadt des Kreises Koschmin wurde. 1811 wurden die drei Städte zu einer vereint. Nach 1837 erfolgte die Umbenennung von Kozmin in Koschmin. 1866 gründete sich die erste Darlehensgesellschaft der Stadt. 1875 erfolgte der Anschluss an das Schienennetz von Jarotschin nach Gnesen. 1919 kam die Stadt zum neugegründeten Polen. Im September 1939 wurde Koźmin Wielkopolski von der deutschen Wehrmacht besetzt. Im Mai 1943 erfolgte die Umbenennung in Horleburg. Im Januar 1945 marschierte die Rote Armee in die Gegend ein und die Stadt kam zurück zu Polen.

### Einwohnerentwicklung
Von den 4358 Einwohnern, die 1890 in der Stadt lebten, waren 1039 evangelisch, 2903 katholisch und 401 Juden. Weiterhin waren etwa 2500 Polen.
Nachfolgend die graphische Darstellung der Einwohnerentwicklung.

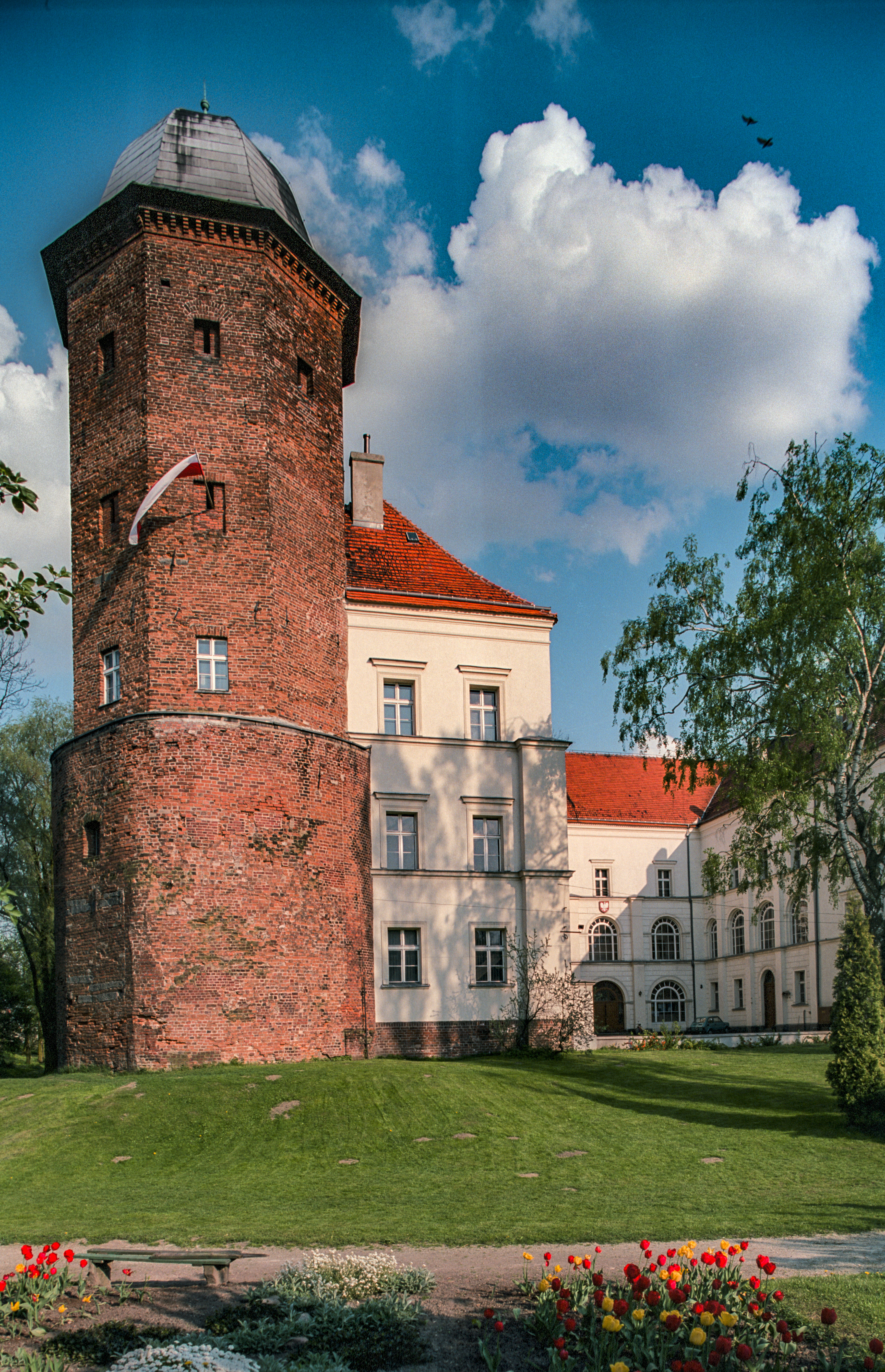
Koźminer Burg

## Verkehr
Die Stadt liegt an der Bahnstrecke Oleśnica–Chojnice, früher zweigte hier die Bahnstrecke Koźmin Wielkopolski–Piaski ab.

## Städtepartnerschaften
- Verwaltungsgemeinde Bad Tennstedt (Thüringen)
- Balatonmariafürdö (Ungarn)
- Bellheim (Rheinland-Pfalz)
- Drimmelen (Niederlande)

## Sehenswürdigkeiten

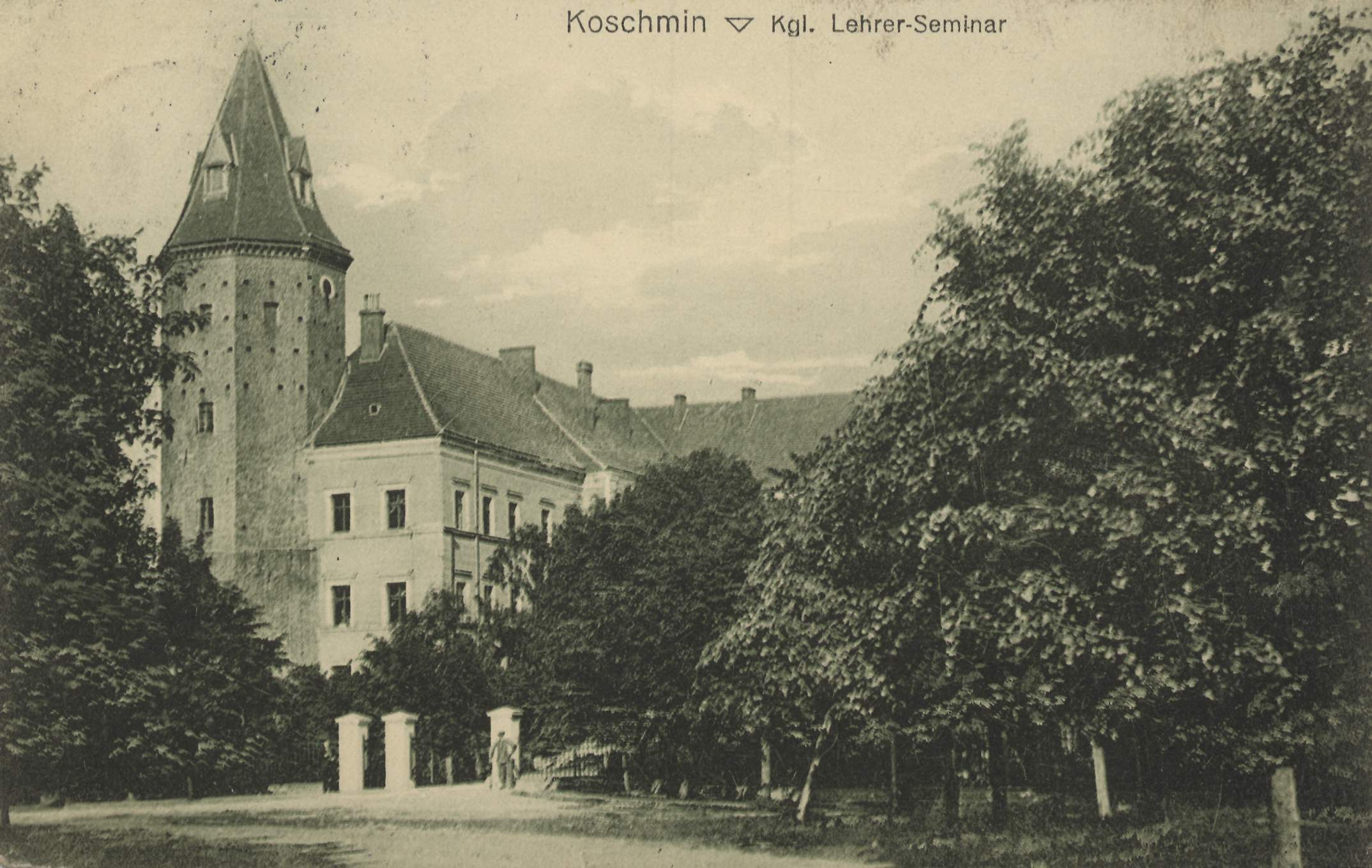
Burg im Jahr 1917

Die Burg wurde im 14. Jahrhundert errichtet und in der zweiten Hälfte des 16. Jahrhunderts neu aufgebaut. Ab der zweiten Hälfte des 19. Jahrhunderts befand sich im Schloss ein Lehrerseminar, heute beherbergt es eine Landwirtschaftsschule.
Die Kirche des Heiligen Laurentius gehört zu den ältesten Kirchen der Wojewodschaft Großpolen und geht auf das 10. Jahrhundert zurück.
Die Dreifaltigkeitskirche ist eine hölzerne Kirche im Stil der Spätgotik. Sie wurde 1570 errichtet.
Eine weitere sehenswerte Kirche ist die Stanislaus-von-Krakau-Kirche. Ursprünglich stand 1629 bis 1648 an der Stelle eine hölzerne Kirche. 1648 wurde mit dem Bau einer steinernen begonnen. Die Fertigstellung erfolgte 1670.

## Gemeinde Koźmin Wielkopolski
Die Stadt- und Landgemeinde Koźmin Wielkopolski besteht aus folgenden kleineren Ortschaften:
| Name                | deutscher Name (1815–1919)         | deutscher Name (1939–45)           |
| ------------------- | ---------------------------------- | ---------------------------------- |
| Biały Dwór          | Weißhof                            | Weißhof                            |
| Borzęcice           | Borzencice                         | Borzencice                         |
| Borzęciczki         | Gut Radenz                         | Gut Radenz                         |
| Cegielnia           | Cegielnia                          |                                    |
| Czarny Sad          | Czarnysad                          |                                    |
| Dębiogóra           | Eichenhöhe                         | Eichenhöhe                         |
| Dębówiec            | Dembowitz                          |                                    |
| Dymacz              | Dymatsch                           |                                    |
| Gałązki             | Galonski                           | Galonski                           |
| Góreczki            | Gut Goreczki                       | Goretschki                         |
| Gościejew           | Gosciejewo                         | Gostichau                          |
| Józefów             | Josefowo                           |                                    |
| Kaniew              | Kaniewo                            |                                    |
| Klatka              | Kladka                             |                                    |
| Lipowiec            | Gut Lipowiec 190?–19 Liepnitz      | Liepnitz                           |
| Koźmin Wielkopolski | Koschmin                           | 1939–43 Koschmin 1943–45 Horleburg |
| Mogiłka             | Mogielka                           |                                    |
| Mokronos            | Mokronos                           | Mokronos                           |
| Mycielin            | Mycielin                           | Mitschelin                         |
| Nowa Obra           | Neu Obra                           | Neu Obra                           |
| Orla                | Orla                               | Orla                               |
| Orlinka             | Orlinka                            |                                    |
| Paniwola            | Paniwola                           |                                    |
| Pogorzałki Małe     | Klein Pogorzalki                   |                                    |
| Pogorzałki Wielkie  | Groß Pogorzalki 1905–19 Pogorzalki | Pogorschalki                       |
| Psie Pole           | Hundsfeld                          | Hundsfeld                          |
| Sapieżyn            | Ladenberg                          | Ladenberg                          |
| Serafinów           | Serafinow                          |                                    |
| Skałów              | Skalow                             | Skalow                             |
| Staniew             | Staniewo                           | Staniewo                           |
| Stara Obra          | Alt Obra                           | Alt Obra                           |
| Suśnia              | Susnia                             |                                    |
| Szymanów            | Szymanowo                          | Schymanowo                         |
| Tatary              | Grembow Abbau                      |                                    |
| Walerianów          | Walerianowo                        | Walerianowo                        |
| Wałków              | Walkow                             |                                    |
| Wrotków             | Wrotkow                            | 1939–43 Wrotkow 1943–45 Rottkau    |
| Wyrębin             | Wyrembin                           | Wyrembin                           |

## Söhne und Töchter (Auswahl)
- Karl Gustav Lincke (1804–1849), deutscher Mediziner
- Cäcilie Heinig (1882–1951), deutsche Übersetzerin
- Stanislaus von Kalckreuth (1820–1894), deutscher Maler
- Emil Sommer (1882–1937), deutscher Gewerkschaftssekretär und Politiker, Bremer Senator
- Ernst Heppner (1891–1973), deutscher Arzt
- Konrad Noell (1904–1965), deutscher Landrat und Regierungsdirektor